# Герман, Лука Лукич
Лука Лукич Ге́рман (14 мая 1799 — 27 февраля 1861) — военный инженер, полковник, преподаватель математики.

## Биография
Лука Герман родился 14 мая 1799 года. Получил образование во 2-м кадетском корпусе, в 5-й роте, из которой выпускались кондуктора для Инженерной службы.
В 1822 году был назначен преподавателем математики в Инженерное училище и занимал эту должность в течение 39 лет. Преподавал также математику в Первом кадетском корпусе столицы Российской империи.
Лука Лукич Герман умер 27 февраля 1861 года и был погребён на Смоленском лютеранском кладбище города Санкт-Петербурга.